# Rodney Marks
Pour les articles homonymes, voir Marks.
Rodney Marks (13 mars 1968 - 12 mai 2000) est un astrophysicien australien. Il est surtout connu pour les circonstances de son décès, causé par un empoisonnement au méthanol alors qu'il travaillait en Antarctique, et qui ont fait l'objet d'une couverture médiatique importante.

## Biographie
Rodney David[réf. nécessaire] Marks naît le 13 mars 1968[réf. nécessaire] à Geelong[réf. nécessaire], dans l'État de Victoria, en Australie.
Il fait ses études à l'université de Melbourne, obtenant son doctorat à l'université de Nouvelle-Galles du Sud. Marks souffrait du syndrome de Gilles de la Tourette.
Rodney Marks hiverne à la station du pôle Sud en 1997-1998, avant d'être employé par l'observatoire astrophysique Smithsonian, travaillant sur le télescope submillimétrique antarctique et l'observatoire à distance, un projet de recherche pour l'université de Chicago à la station Amundsen-Scott du pôle Sud. Il se fiance pendant cette période à Sonja Wolter, qui passait l'hiver comme spécialiste de maintenance à la base afin d'être avec lui. La station polaire Amundsen-Scott est gérée par la National Science Foundation, une agence gouvernementale des États-Unis, même si une grande partie du travail à l'époque était sous-traitée à la Polar Services Company de l'entreprise Raytheon.

## Décès
Le 11 mai 2000, Rodney Marks tombe malade alors qu'il marche entre l'observatoire et la base. Les 36 heures qui suivent, il retourne trois fois chez le médecin de la station, son état s'aggravant progressivement. Une assistance médicale est demandée par transmission satellite, mais Marks décède le 12 mai 2000, à l'âge de 32 ans, sans que son état n'ait été diagnostiqué. On ignore alors  où se trouve alors le médecin de la station, Robert Thompson.[réf. nécessaire]
La National Science Foundation a publié une déclaration affirmant que Rodney Marks était « apparemment décédé de causes naturelles, mais la cause précise du décès n'a pas encore été déterminée ». La cause exacte du décès de Marks n'a pu être déterminée qu'une fois son corps retiré de la station Amundsen-Scott et transporté hors du continent pour être autopsié.[réf. souhaitée]

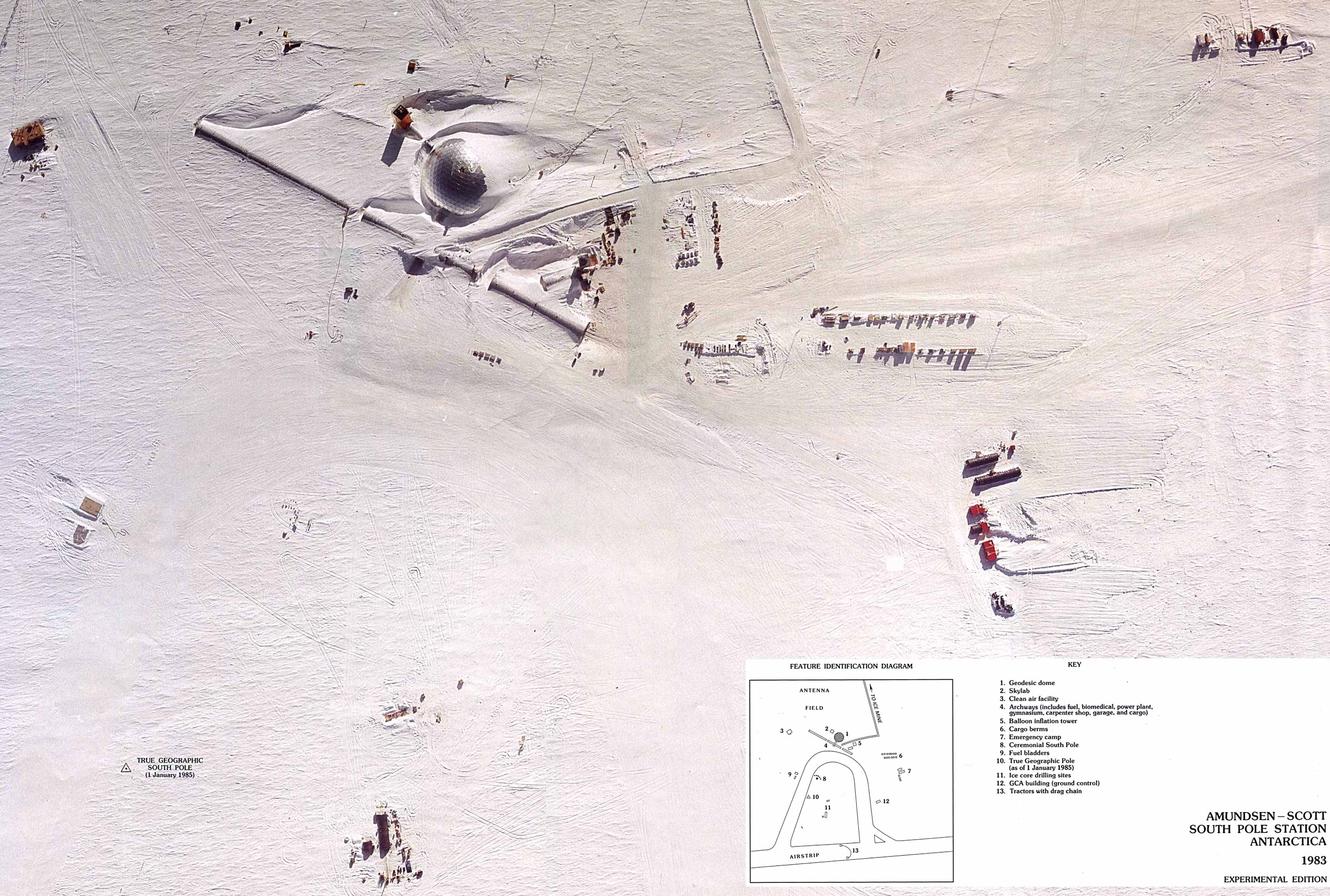
Une vue aérienne du pôle Sud et de l'ancienne base, montrant les bâtiments entre lesquels Marks marchait lorsqu'il s'est effondré.

Sa mort attire l'attention des médias, qui la décrivent comme étant le « premier meurtre au pôle Sud ». car le suicide est considéré comme la cause la moins probable de sa mort. Il est enterré au cimetière de Bellbrae, à Mount Duneed, à Victoria, en Australie.

## Enquête sur les circonstances de la mort
Le corps de Marks est conservé pendant près de six mois au cours de l'hiver avant de pouvoir être transporté par avion à Christchurch, en Nouvelle-Zélande, base arrière des activités américaines en Antarctique, pour une autopsie. Une fois en Nouvelle-Zélande, une autopsie établit que Marks est mort d'un empoisonnement au Méthanol. Les États-Unis et l’Australie ont tous deux accepté qu’une enquête soit menée en Nouvelle-Zélande.
Les questions de juridiction dans l’Antarctique sont complexes, la plupart des opérations américaines en Antarctique — notamment la base du pôle Sud — se déroulent dans le territoire de la dépendance de Ross revendiqué par la Nouvelle-Zélande, d’où les fournitures sont distribuées. Le gouvernement américain n'accepte pas la revendication de souveraineté territoriale de la Nouvelle-Zélande ni l'application de la loi néo-zélandaise aux citoyens américains opérant dans l'Antarctique depuis la base de Christchurch, dans le cadre de L'opération Deep Freeze. La Nouvelle-Zélande n'a pas remis en question le recours aux US Marshals dans le cadre de crimes impliquant uniquement des Américains dans la dépendance de Ross.
Une enquête est menée par le sergent-détective principal (DSS) Grant Wormald, de la police néo-zélandaise, sous la direction de Richard McElrea, le coroner de Christchurch. Le verdict officiel n'a pas encore été rendu ; une série d'audiences du tribunal des coroners et de déclarations aux médias en 2006 ont soulevé des questions de la part de la police et du tribunal des coroners quant à savoir si l'empoisonnement de Marks était intentionnel. Wormald a déclaré : « À mon avis, il est très probable que Marks ait ingéré le méthanol sans le savoir. »,.
Wormald a déclaré qu'il semblait peu probable d'affirmer que Rodney Marks avait délibérément bu du méthanol, alors qu'il avait facilement accès à une grande quantité d'alcool. Marks venait d'entamer une nouvelle relation, avait presque terminé d'importants travaux universitaires et n'avait aucun problème financier. Il avait rapidement cherché à se faire soigner, et il n'y avait aucune raison de soupçonner une intention suicidaire.
Wormald indique que Raytheon et la National Science Foundation n'ont pas été coopératives. Il ajoute, à propos de la conclusion de la NSF selon laquelle la mort de Marks est de causes naturelles : « Nous voulions connaître les résultats de l'enquête interne [de la NSF] et entrer en contact avec les personnes qui étaient là pour leur poser quelques questions [...] Ils n'étaient pas prêts à nous dire qui était là [...] Ils ont indiqué qu'il n'existait aucun rapport »  « Je ne suis pas entièrement convaincu que toutes les informations et tous les rapports aient été communiqués à la police néo-zélandaise ou au coroner ».
Ayant obtenu des précisions concernant les 49 autres personnes présentes sur la base à l'époque, Wormald a déclaré à un journal : « Je soupçonne que certaines personnes ont réfléchi à deux fois avant de nous contacter en raison de leur futur emploi »/ Le ministère américain de la Justice n'a pas non plus réussi à obtenir de réponses de la part des deux institutions, qui semblent avoir nié leur compétence en la matière,,.
En décembre 2006, le coroner de Christchurch a reconvoqué l'enquête, dont les résultats ont été largement relayés,,. L'audience du coroner à Christchurch a ensuite été ajournée indéfiniment. Le père de Marks a remercié la police néo-zélandaise, qui, selon lui, a dû faire face à « une tâche ardue, celle de traiter avec des gens qui, de toute évidence, ne veulent pas avoir affaire à eux ».
En janvier 2007, sept ans après le décès, l'affaire a de nouveau fait la une des journaux en Nouvelle-Zélande, lorsque des documents obtenus en vertu de la loi américaine sur la liberté d'information ont suggéré que « des pressions diplomatiques avaient été exercées sur l'enquête néo-zélandaise ».
En septembre 2008, le rapport écrit résultant de l’enquête de décembre 2006 a été publié. Le coroner n'a pu trouver aucune preuve à l'appui des théories selon lesquelles il s'agirait d'une farce qui aurait mal tourné, d'un acte criminel ou d'un suicide,,.
La cause de l’empoisonnement mortel au méthanol n’a jamais été déterminée et la famille Marks a abandonné tout espoir de savoir ce qui s’est passé. Paul Marks, le père de Rodney, a dit : « je ne pense pas que nous allons essayer d'en savoir plus sur la façon dont Rodney est mort. Je considérerais cela comme un exercice inutile. ».

## Mémorial
Le mont Marks, une montagne du chaînon Worcester d'une hauteur de 2 600 mètres (8 530 pi) (78°47′S, 160°35′E), doit son nom à Marks. Une plaque a été érigée à sa base. Le site du pôle Sud dispose également d'une plaque commémorative.